# Laboratoire de Crimée de l'Institut astronomique Sternberg
Le laboratoire de Crimée E.-A.-Dibaï du GAICh de l'UÉM est un observatoire astronomique fondé en 1958 dans le village de Naoutchnyï, en Crimée. C'est une station d'observation de l'institut astronomique Sternberg (le GAICh), partie de l'université d'État de Moscou (l'UÉM). Il est situé à proximité de l'observatoire d'astrophysique de Crimée et en est séparé par une ceinture de forêts de pins.

## Noms de l'observatoire
- Station astronomique de Crimée de l'institut astronomique d'État P.-K.-Sternberg (GAICh) de l'université d'État M.-B.-Lomonosov de Moscou (UÉM)
- Station de Crimée du GAICh de l'UÉM
- Laboratoire de Crimée du GAICh de l'UÉM
- Laboratoire de Crimée E.-A.-Dibaïa du GAICh de l'UÉM
- Station de Crimée E.-A.-Dibaïa du GAISH de l'UÉM
- Laboratoire Sud de GAICh
- Station Sud du GAISH
- Représentation (?) - Laboratoire de Crimée du GAISH
- Naoutchnyï-2

## Dirigeants de l'observatoire
- E. A. Kolotilov - Directeur

## Instruments de l'observatoire
- Télescope de 125 cm ZTE (ZTE = ЗТЭ : Зеркальный телескоп им. Энгельгардта = Télescope réflecteur Engelhardt) (Cassegrain) (D = 1250 mm, f = 5000 mm) (1961, conçu selon les spécifications techniques développées à l'observatoire Engelhardt ; LOMO)
- ZTL-180 (D = 180 mm, f = 2360 mm) (1958)
- Zeiss-400 rapide (Светосильный Цейс-400, en abrégé Ц-400, transcrit C-400 ; D = 400 mm, F = 1600 mm), astrographe-réfracteur, de Koutchino (1958) - cet instrument a été installé à l'observatoire de Sonneberg en 1944-1945. Cuno Hoffmeister a commandé personnellement le C-400 pour son travail dans la recherche d'étoiles variables.
- Télescope à ménisque AZT-5 de 50 cm de Moscou (D = 500 mm, F = 2000 mm) (1958)
- Télescope AZT-14 de 48 cm (D = 480 mm, F = 7715 mm) (1965)
- Zeiss-600 (D = 600 mm, F = 7200 mm) (1969)

Actuellement, les travaux les plus actifs sont effectués sur le ZTE et les deux télescopes Zeiss-600. Le télescope AZT-5 de 50 cm a été converti pour fonctionner avec un capteur CCD et continue de fonctionner. L'astrographe de 40 cm ne convient pas au travail avec des capteurs d'images numériques et n'est pas utilisé pour le moment. Le télescope AZT-14 a été remplacé sous le dôme par le deuxième télescope Zeiss-600. Le télescope zénith ZTL-180 a également été démonté il y a longtemps. 

## Domaines de travail

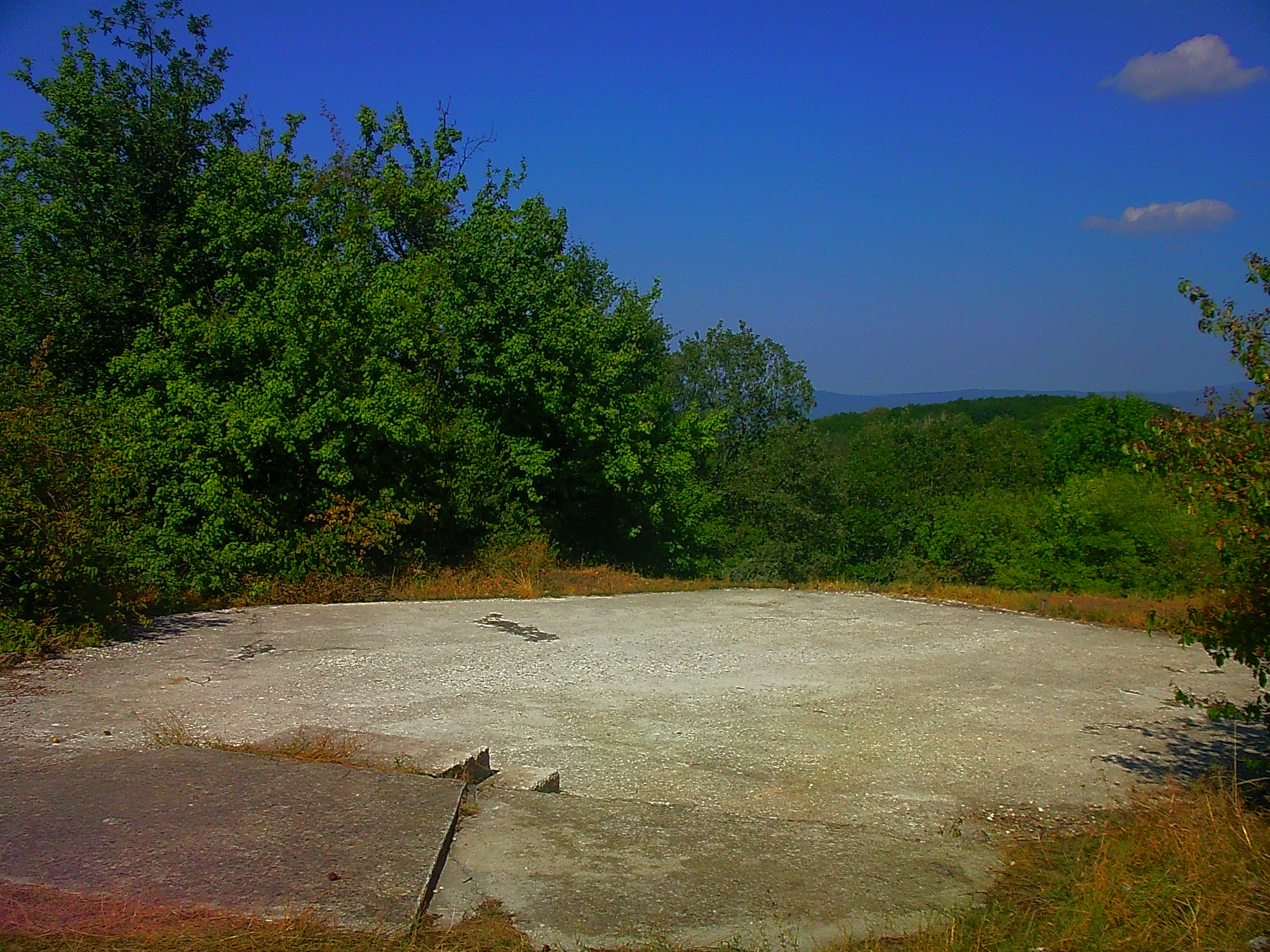
Plateforme d'observation avec des télescopes en laboratoire

- Formation - pratique des étudiants
- Recherche : 
  - Photométrie d'étoiles variables dans les domaines optique et infrarouge
  - Études spectrales
  - Production optique
  - Observations satellites
  - Recherche de supernovae

Sur le territoire de la station sud du GAISH de l'ÉMU, un télescope robotisé participant au programme Master vise à étudier l’espace et à avertir de l’approche d’objets extraterrestres. 

## Principales réalisations
- Riche photothèque : plus de 20 000 clichés photographiques avec un astrographe de 40 cm mesurant 30 x 30 cm, obtenus dans le cadre du programme de recherche sur les étoiles variables au laboratoire de Crimée du GAIS de 1957 à 1995.
- Création de nombreux télescopes grand angle à ouverture G. V. Borissov (?)

## Employés célèbres
- Viktor Mikhaïlovitch Liouty[2]
- Ernst Apouchevitch Dibaï
- Valéri Iouzefovitch Terebij Modèle:Недоступная ссылка